# ديريك برستون
ديريك برستون (12 يناير 1936 في المملكة المتحدة - ) (بالإنجليزية: Derek Preston)‏ هو لاعب كريكت بريطاني. لعب مع نادي مقاطعة ساسكس للكركيت ‏.

## وصلات خارجية
- ديريك برستون على موقع إي آس بي آن كريك إنفو (الإنجليزية)